# Onšovice (Dehtáře)
Onšovice (německy Wonschowitz) je malá vesnice, část obce Dehtáře v okrese Pelhřimov. Nachází se asi 1,5 km na severovýchod od Dehtářů. Prochází zde silnice I/34. V roce 2009 zde bylo evidováno 21 adres. V roce 2001 zde trvale žilo 45 obyvatel.
Onšovice leží v katastrálním území Onšovice u Dehtářů o rozloze 1,97 km2.